# Harpalus alienus
Harpalus alienus är en skalbaggsart som beskrevs av Bates. Harpalus alienus ingår i släktet Harpalus och familjen jordlöpare. Inga underarter finns listade i Catalogue of Life.